# Среднецарицынский
Среднецарицынский — хутор в Серафимовичском районе Волгоградской области. 
Административный центр Среднецарицынского сельского поселения.

## География

### Улицы
| - пер. Виноградный - пер. Вишнёвый - пер. Заречный - пер. Короткий - пер. Луговой - пер. Молодёжный - пер. Осиновый | - пер. Рабочий - пер. Речной - пер. Светлый - пер. Сиреневый - пер. Солнечный - пер. Цветочный - пер. Чёрикова | - ул. Калинина - ул. Никольская - ул. Радужная - ул. Садовая - ул. Солнечная |

## Население
| 2010 |
| ---- |
| 644  |